# 塞格德車站
塞格德車站（匈牙利語：Szeged vasútállomás）是匈牙利瓊格拉德州首府塞格德的主要鐵路車站。塞格德的第一座車站建於1854年，現今的建築建於1902年，後於1964年和2006年進行了重大翻修。